# Bert Nienhuis
Lambertus (Bert) Nienhuis (Groningen, 14 november 1873 – Amsterdam, 26 mei 1960) was een Nederlandse keramist, vormgever en sieraadontwerper.

## Leven en werk
Nienhuis werd geboren in de stad Groningen als zoon van de commissionair Lambertus Nienhuis (1834-1890) en Alberdina Goedhuis (1835-1875). Hij werd opgeleid aan Academie Minerva in zijn geboorteplaats en vervolgens aan de Rijksschool voor Kunstnijverheid in Amsterdam. In 1895 werkte hij voor Plateelfabriek De Distel te Amsterdam. Een jaar later richtte hij Tegelbakkerij Lotus in Watergraafsmeer op. Zijn bedrijf werd in 1901 overgenomen door De Distel, Nienhuis kreeg toen de leiding over de decoratieve afdeling. Zijn vinding van een mat glazuur werd al snel door andere fabrieken overgenomen.
Vanaf 1905 was Nienhuis docent aan de Kunstnijverheidsschool in Haarlem. Hij begon in dat jaar sieraden te ontwerpen voor de juweliersfirma Hoeker & Zoon. Hij behaalde met een van zijn ontwerpen een zilveren medaille op de Wereldtentoonstelling van 1910 in Brussel. In de sieraden die Nienhuis tot 1912 vervaardigde werkte hij met eenvoudige geabstraheerde natuurlijke ornamenten in zowel decoratie als vorm. Hij heeft vooral met goud, edelstenen en email gewerkt. Zijn sieraden worden gerekend tot de Nederlandse art nouveau.
In 1912 verruilde Nienhuis Haarlem voor het Duitse Hagen, waar hij docent werd aan een nieuw opgerichte Kunstgewerbeschule. Hij kreeg een eigen atelier en alle ruimte om te experimenteren met nieuwe materialen en technieken. Hij maakte onder meer keramische sculpturen. In 1916 keerde hij terug naar Nederland, mede vanwege de Eerste Wereldoorlog, en werd een jaar later leraar aan Quellinus, waaraan hij tot zijn pensionering in 1934 verbonden zou blijven. Als zelfstandig pottenbakker maakte hij in deze tijd unica, met kenmerkende eenvoudige vormen.
Hij is de grootvader van fotograaf Bert Nienhuis.

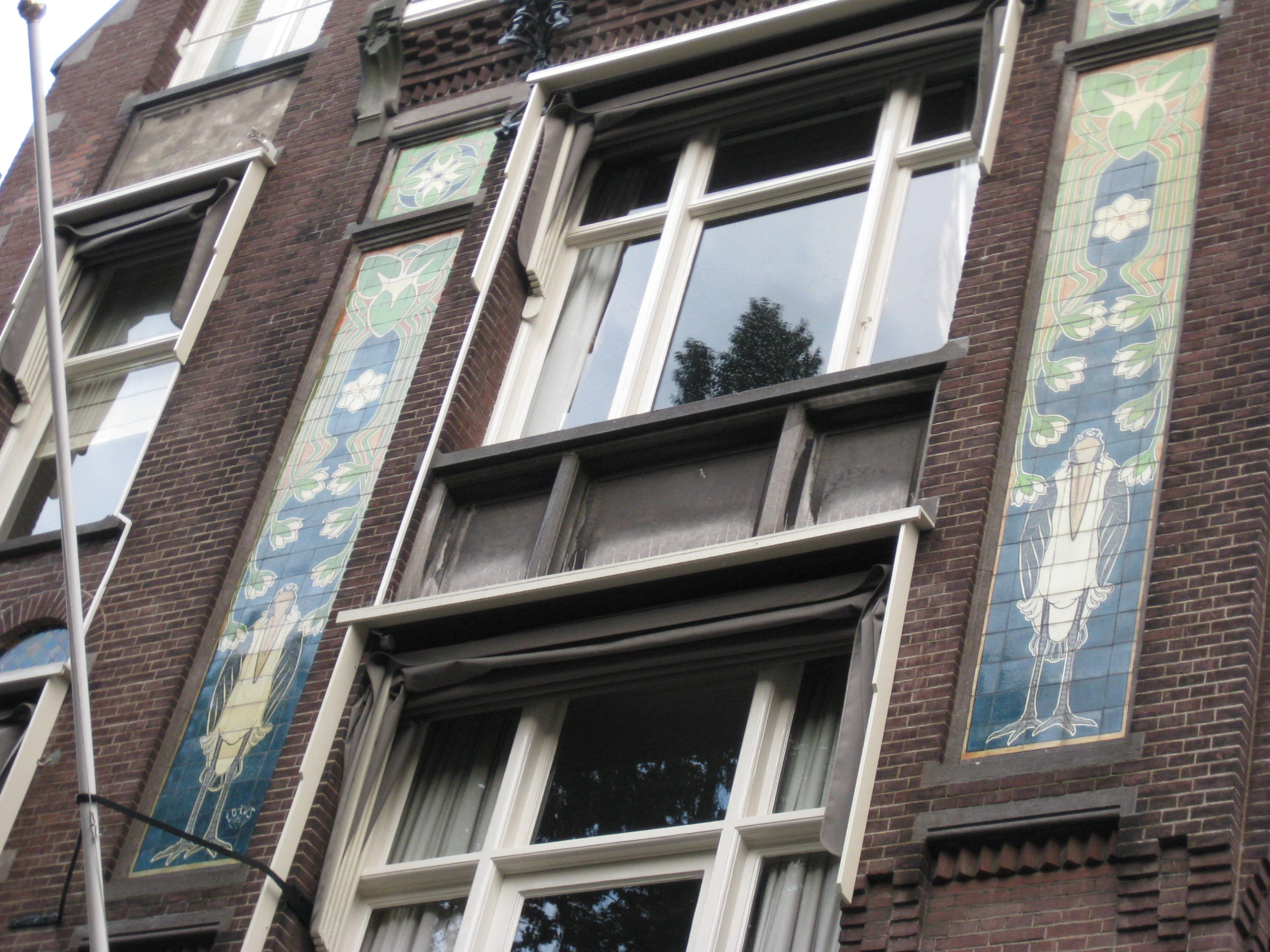
Tegeltableaus in de Van Eeghenstraat, Amsterdam-Zuid
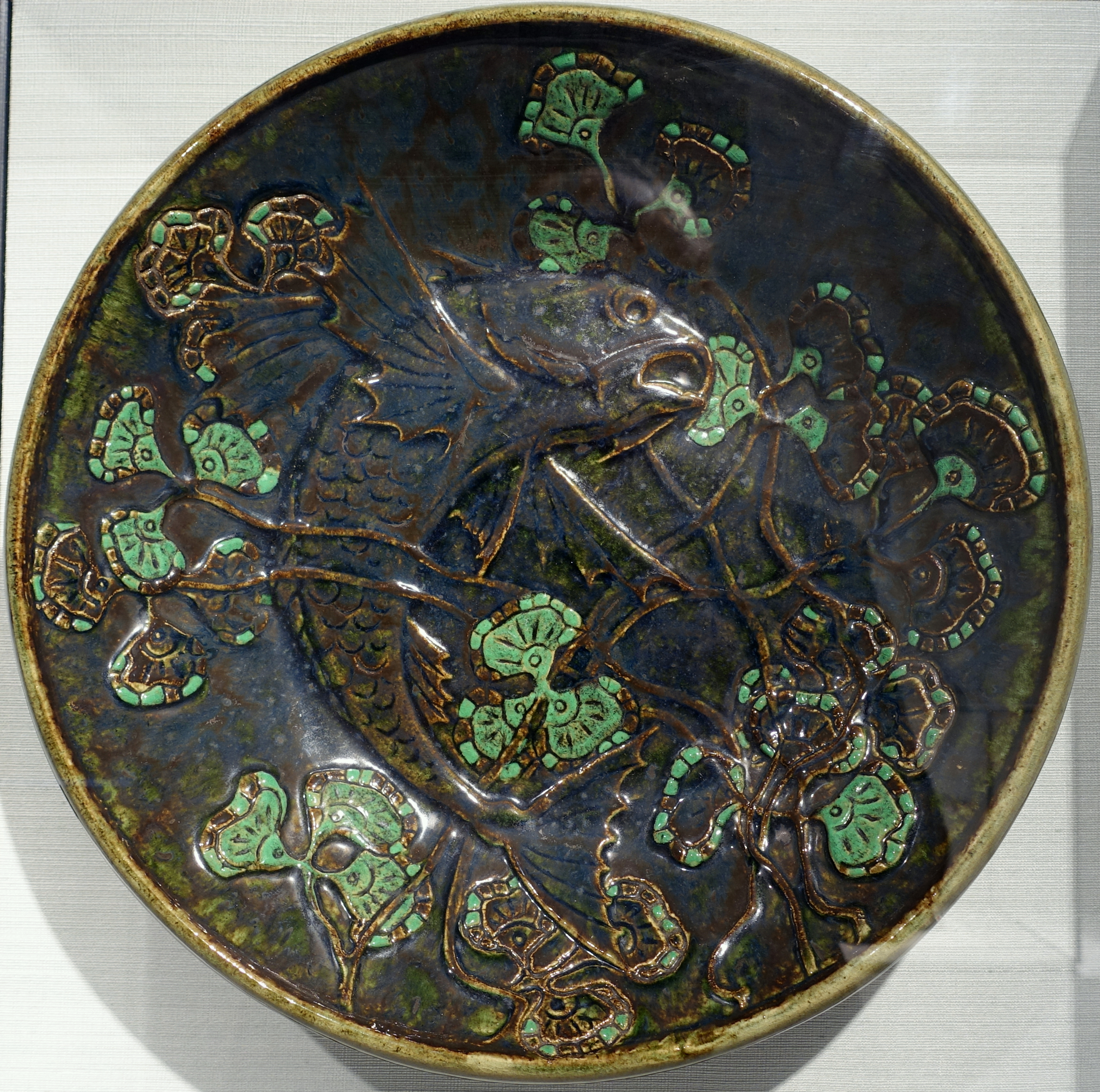
Schaal
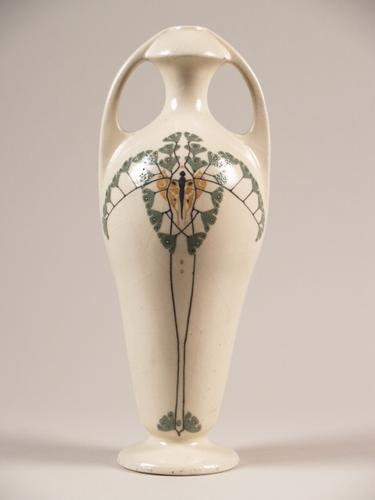
Vaas met vlinder
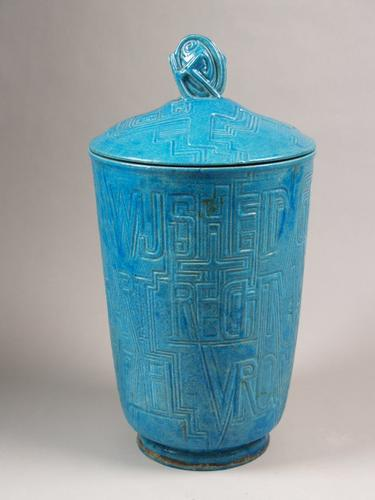
Vaas

## Werk in openbare collecties (selectie)
- Rijksmuseum Amsterdam